# Konklawe 1667
Konklawe 2-20 czerwca 1667 – konklawe, które na następcę Aleksandra VII wybrało Klemensa IX. Było to jedno z krótszych konklawe w XVII wieku.

## Śmierć Aleksandra VII
Aleksander VII Chigi zmarł 22 maja 1667 roku w wieku 68 lat. Jego 12-letni pontyfikat upływał w dużej mierze pod znakiem konfliktu z Francją. Konflikt ten nie rozwijał się pomyślnie dla Kościoła i w 1664 papież został zmuszony do podpisania z królem Ludwikiem XIV traktatu w Pizie, w którym przyznał mu m.in. prawo nominacji biskupich. Król Francji był zdeterminowany by nie dopuścić po raz trzeci do wyboru wrogiego Francji papieża i zabiegi w tym kierunku podjął jeszcze przed śmiercią Aleksandra VII.

## Lista uczestników
W chwili śmierci Aleksandra VII Kolegium Kardynalskie liczyło 70 kardynałów, ale dwóch zmarło 5 czerwca, na początku sediswakancji. W konklawe wzięło udział 64:
- Francesco Barberini (nominacja kardynalska 2 października 1623) – kardynał biskup Ostia e Velletri; komendatariusz kościoła prezbiterialnego S. Lorenzo in Damaso; dziekan Świętego Kolegium Kardynałów; wicekanclerz Świętego Kościoła Rzymskiego; sekretarz Świętej Kongregacji Rzymskiej i Powszechnej Inkwizycji; archiprezbiter bazyliki watykańskiej; prefekt Fabryki Świętego Piotra
- Marzio Ginetti (19 stycznia 1626) – kardynał biskup Porto e Santa Rufina; subdziekan Świętego Kolegium Kardynałów; wikariusz generalny diecezji rzymskiej; prefekt Świętej Kongregacji ds. Biskupów i Zakonników; prefekt Świętej Kongregacji ds. Obrzędów; prefekt Świętej Kongregacji ds. Kościelnych Immunitetów; prefekt Świętej Kongregacji Indeksu; prefekt Świętej Kongregacji ds. Rezydencji Biskupów; prefekt Świętej Kongregacji ds. Reformy Statutów Kleru Rzymskiego
- Antonio Barberini OSIoHieros (30 sierpnia 1627) – kardynał biskup Palestriny; kamerling Świętego Kościoła Rzymskiego; prefekt Trybunału Apostolskiej Sygnatury Łaski; prefekt Sygnatury ds. Brewe Apostolskich; prefekt Świętej Kongregacji Rozkrzewiania Wiary; arcybiskup Reims; archiprezbiter bazyliki liberiańskiej; komendatariusz opactw terytorialnych Tre Fontane, Subiaco i Nonantola; protektor Sabaudii
- Giovanni Battista Maria Pallotta (19 listopada 1629) – kardynał biskup Frascati
- Francesco Maria Brancaccio (28 listopada 1633) – kardynał biskup Sabiny; biskup Viterbo e Toscanella
- Ulderico Carpegna (28 listopada 1633) – kardynał biskup Albano; prefekt Świętej Kongregacji ds. Stanu Zakonnego
- Ernst Adalbert von Harrach (19 stycznia 1626) – kardynał prezbiter S. Prassede; protoprezbiter Świętego Kolegium Kardynałów; biskup Trydentu; administrator archidiecezji Praga i prymas Czech; protektor Austrii
- Stefano Durazzo (28 listopada 1633) – kardynał prezbiter S. Lorenzo in Lucina
- Giulio Gabrielli (16 grudnia 1641) – kardynał prezbiter S. Prisca; biskup Ascoli Piceno
- Virginio Orsini OSIoHieros (16 grudnia 1641) – kardynał prezbiter S. Maria degli Angeli; protektor Polski i Portugalii
- Cesare Facchinetti (13 lipca 1643) – kardynał prezbiter Ss. IV Coronati; biskup Spoleto
- Girolamo Grimaldi-Cavalleroni (13 lipca 1643) – kardynał prezbiter SS. Trinita al Monte Pincio; arcybiskup Aix-en-Provence
- Carlo Rossetti (13 lipca 1643) – kardynał prezbiter S. Silvestro in Capite; biskup Faenza
- Niccolò Albergati-Ludovisi (6 marca 1645) – kardynał prezbiter S. Maria in Trastevere; penitencjariusz większy
- Alderano Cibo (6 marca 1645) – kardynał prezbiter S. Pudenziana; biskup Jesi
- Federico Sforza (6 marca 1645) – kardynał prezbiter S. Pietro in Vincoli; archimandryta Messyny; komendatariusz opactwa terytorialnego S. Vincenzo al Volturno
- Benedetto Odescalchi (6 marca 1645) – kardynał prezbiter S. Onofrio
- Lorenzo Raggi (7 października 1647) – kardynał prezbiter Ss. Quirico e Giulitta
- Jean-François-Paul de Gondi de Retz (19 lutego 1652) – kardynał prezbiter S. Maria sopra Minerva
- Luigi Omodei (19 lutego 1652) – kardynał prezbiter S. Alessio
- Pietro Vito Ottoboni (19 lutego 1652) – kardynał prezbiter S. Marco; komendatariusz opactwa terytorialnego Vangadizza
- Marcello Santacroce (19 lutego 1652) – kardynał prezbiter S. Stefano al Monte Celio; biskup Tivoli
- Lorenzo Imperiali (19 lutego 1652) – kardynał prezbiter S. Crisogono
- Giberto Borromeo (19 lutego 1652) – kardynał prezbiter Ss. Giovanni e Paolo
- Giovanni Battista Spada (2 marca 1654) – kardynał prezbiter S. Marcello
- Francesco Albizzi (2 marca 1654) – kardynał prezbiter S. Maria in Via; kamerling Świętego Kolegium Kardynałów
- Ottavio Acquaviva d’Aragona (2 marca 1654) – kardynał prezbiter S. Cecilia
- Flavio Chigi (9 kwietnia 1657) – kardynał prezbiter S. Maria del Popolo; superintendent generalny Stolicy Apostolskiej; prefekt Świętej Konsulty; prefekt Świętej Kongregacji Dobrego Rządu; prefekt Świętej Kongregacji ds. Wód, Bagien Pontyjskich i Doliny Chiana; prefekt Świętej Kongregacji ds. Granic Państwa Kościelnego; prefekt Trybunału Apostolskiej Sygnatury Sprawiedliwości; bibliotekarz Świętego Kościoła Rzymskiego; archiprezbiter bazyliki laterańskiej; prefekt Świętej Kongregacji ds. Ulg dla Poddanych; legat apostolski w Awinionie; gubernator Fermo i Tivoli
- Giulio Rospigliosi (9 kwietnia 1657) – kardynał prezbiter S. Sisto; sekretarz stanu Stolicy Apostolskiej
- Girolamo Buonvisi (9 kwietnia 1657) – kardynał prezbiter S. Girolamo degli Schiavoni; arcybiskup Lukki
- Scipione Pannocchieschi d’Elci (9 kwietnia 1657) – kardynał prezbiter S. Sabina
- Girolamo Farnese (9 kwietnia 1657) – kardynał prezbiter S. Agnese fuori le mura; książę Latery
- Antonio Bichi (9 kwietnia 1657) – kardynał prezbiter S. Agostino; biskup Osimo
- Pietro Vidoni (5 kwietnia 1660) – kardynał prezbiter S. Callisto; biskup Lodi
- Gregorio Barbarigo (5 kwietnia 1660) – kardynał prezbiter S. Tommaso in Parione; biskup Padwy
- Girolamo Boncompagni (14 stycznia 1664) – kardynał prezbiter S. Marcellino e Pietro; arcybiskup Bolonii
- Carlo Bonelli (14 stycznia 1664) – kardynał prezbiter S. Anastasia
- Celio Piccolomini (14 stycznia 1664) – kardynał prezbiter S. Pietro in Montorio
- Carlo Carafa della Spina (14 stycznia 1664) – kardynał prezbiter S. Susanna; legat apostolski w Bolonii
- Alfonso Litta (14 stycznia 1664) – kardynał prezbiter S. Croce in Gerusalemme; arcybiskup Mediolanu
- Neri Corsini (14 stycznia 1664) – kardynał prezbiter Ss. Nereo ed Achilleo; legat apostolski w Ferrarze
- Giacomo Filippo Nini (14 stycznia 1664) – kardynał prezbiter S. Maria della Pace; proprefekt Pałacu Apostolskiego
- Paluzzo Paluzzi degli Albertoni (14 stycznia 1664) – kardynał prezbiter Ss. XII Apostoli; biskup Montefisacone e Corneto
- Cesare Maria Antonio Rasponi (14 stycznia 1664) – kardynał prezbiter S. Giovanni a Porta Latina; legat apostolski w Urbino
- Giannicolò Conti (14 stycznia 1664) – kardynał prezbiter S. Maria in Transpontina; biskup Ankony
- Giulio Spinola (15 lutego 1666) – kardynał prezbiter bez tytułu
- Carlo Roberti (15 lutego 1666) – kardynał prezbiter bez tytułu
- Innico Caracciolo (15 lutego 1666) – kardynał prezbiter bez tytułu; arcybiskup Neapolu
- Giovanni Delfino (7 marca 1667) – kardynał prezbiter bez tytułu; patriarcha Akwilei
- Rinaldo d’Este (16 grudnia 1641) – kardynał diakon S. Nicola in Carcere Tulliano; protodiakon Świętego Kolegium Kardynałów; komendatariusz opactwa terytorialnego Cluny; protektor Francji
- Giovanni Stefano Donghi (13 lipca 1643) – kardynał diakon S. Maria degli Angeli; biskup Ferrary
- Paolo Emilio Rondinini (13 lipca 1643) – kardynał diakon S. Maria in Cosmedin; biskup Asyżu
- Francesco Maidalchini (7 października 1647) – kardynał diakon S. Maria in Via Lata
- Friedrich von Hessen OSIoHieros (19 lutego 1652) – kardynał diakon S. Cesareo in Palatio; protektor Hiszpanii i Rzeszy Niemieckiej
- Carlo Barberini (23 czerwca 1653) – kardynał diakon S. Angelo in Pescheria; komendatariusz opactwa terytorialnego Farfa; prefekt Rzymu
- Carlo Pio di Savoia (2 marca 1654) – kardynał diakon S. Eustachio
- Carlo Gualterio (2 marca 1654) – kardynał diakon S. Pancrazio; arcybiskup Fermo
- Decio Azzolino (2 marca 1654) – kardynał diakon S. Adriano
- Odoardo Vecchiarelli (29 kwietnia 1658) – kardynał diakon Ss. Cosma e Damiano; biskup Rieti
- Giacomo Franzoni (29 kwietnia 1658) – kardynał diakon S. Maria in Aquiro; biskup Camerino
- Francesco Maria Mancini (5 kwietnia 1660) – kardynał diakon Ss. Vito e Modesto
- Angelo Celsi (14 stycznia 1664) – kardynał diakon S. Giorgio in Velabro; prefekt Świętej Kongregacji Soboru Trydenckiego
- Paolo Savelli (14 stycznia 1664) – kardynał diakon S. Maria della Scala
- Louis de Vendôme (7 marca 1667) – kardynał diakon bez tytułu

Wśród elektorów było 60 Włochów i po dwóch Francuzów i Niemców
16 elektorów otrzymało kapelusze kardynalskie jeszcze od Urbana VIII (1623–1644), 20 od Innocentego X (1644–1655), a pozostałych 28 od Aleksandra VII (1655–1667).

### Nieobecni
Sześciu kardynałów (dwóch Hiszpanów, trzech Włochów i Niemiec, wszyscy z nominacji Aleksandra VII) nie uczestniczyło w elekcji, z czego dwóch zmarło w trakcie sediswakancji:
- †Francesco Maria Sforza Pallavicino SJ (9 kwietnia 1657) – kardynał prezbiter S. Salvatore in Lauro (zmarł 5 czerwca 1667 w Rzymie, poza konklawe)
- †Volumnio Bandinelli (29 kwietnia 1658) – kardynał prezbiter Ss. Silvestro e Martino ai Monti (zmarł 5 czerwca 1667 w Rzymie, poza konklawe)
- Pascual de Aragón-Córdoba-Cardona y Fernández de Córdoba (5 kwietnia 1660) – kardynał prezbiter S. Balbina; arcybiskup Toledo i prymas Hiszpanii
- Vitaliano Visconti (15 lutego 1666) – kardynał prezbiter bez tytułu; tytularny arcybiskup Efezu
- Guidobald von Thun (7 marca 1667) – kardynał prezbiter bez tytułu; arcybiskup Salzburga i prymas Germanii; biskup Ratyzbony
- Luis Guillermo de Moncada Aragón Luna de Peralta y de la Cerda (7 marca 1667) – kardynał diakon bez tytułu

## Frakcje w Kolegium Kardynałów
W Kolegium Kardynalskim wyróżniano pięć frakcji:
- „Chigianie” – czyli ugrupowanie nominatów papieża Aleksandra VII, dowodzone przez jego bratanka Flavio Chigi. Należeli do niego kardynałowie: Rospigliosi, Buonvisi, d’Elci, Farnese, Bichi, Vidoni, Barbarigo, Boncompagni, Bonelli, Piccolomini, Carafa della Spina, Litta, Corsini, Nini, Paluzzi, Rasponi, Conti, Spinola, Roberti, Caracciolo, Delfino, Vecchiarelli, Franzoni, Celsi i Savelli;
- „Barberinianie” – czyli partia nominatów Urbana VIII, na czele z jego bratankiem Francesco Barberini. Należeli do niej: Ginetti, Pallotta, Brancaccio, Carpegna, Durazzo, Gabrielli, Facchinetti, Rosetti, Donghi, Rondinini oraz Carlo Barberini, którego mianował wprawdzie Innocenty X, ale był bratankiem kardynała Francesco;
- „Lotny szwadron” – partia złożona z części nominatów Innocentego X, ale niezwiązana z żadnym z jego krewnych. Głosiła niezależność wyborów papieża od nacisków świeckich mocarstw. Tworzyli ją: Azzolini (lider), Gualtierio, Omodei, Imperiali, Borromeo, Ottoboni, Albizzi, Odescalchi, Santacroce, Albergati-Ludovisi, Cibo i Spada; nieformalną patronką tej grupy była królowa szwedzka Krystyna Waza
- Stronnictwo hiszpańskie – czyli polityczni reprezentanci Habsburgów w Kolegium Kardynalskim: Sforza (lider), Harrach, von Hessen-Darmstadt, Raggi, Pio di Savoia i Acquaviva;
- Stronnictwo francuskie – polityczni przedstawiciele i sojusznicy Francji pod przywództwem kardynała-protektora d’Este. Do grupy tej należeli Antonio Barberini, Orsini, Grimaldi, Retz, Maidalchini, Mancini i Vendôme.

## Kandydaci na papieża
Kilkunastu kardynałów uważano za papabili: Borromeo, Ottoboni, Imperiali, Rospigliosi, Barbarigo, Carpegna, Pallotta, Brancaccio, Albizzi, Spada, d’Elci, Farnese i Buonvisi, niekiedy wymieniano jeszcze dodatkowe nazwiska. Głównym faworytem wydawał się kardynał Spada, choć na jego niekorzyść przemawiały zbyt bliskie związki z niepopularnym rodem Barberini. Wysoko oceniano szanse powszechnie szanowanego kardynała Farnese, a także kardynała Scipione d’Elci, który mógł liczyć na poparcie Chigiego, ale żaden z tej dwójki nie mógł liczyć na wsparcie katolickich mocarstw. Uważano, że wobec ścierania się różnych interesów na konklawe największe szanse na zebranie wymaganej większości będą mieli Buonvisi lub Rospigliosi. Tego drugiego popierała Francja, gdyż król cenił Rospigliosiego za jego dążenia do poprawy stosunków dwustronnych. Francuscy przedstawiciele w Rzymie otrzymali stosowne instrukcje dotyczące wspierania tej kandydatury, jednak z zachowaniem dyskrecji. Rospigliosi uchodził przy tym za kandydata akceptowalnego również dla Hiszpanii, gdzie przez kilka lat był nuncjuszem apostolskim. Swoją kandydaturę zamierzał też wystawić Francesco Barberini, wspierany przez brata Antonio, jednak mimo starań nie udało im się uzyskać poparcia Hiszpanii.

## Przebieg konklawe
Po początkowych wahaniach co do miejsca (Watykan albo Kwirynał) 61 kardynałów zgromadziło się dnia 2 czerwca na Watykanie. Do 10 czerwca do Rzymu przybyło jeszcze trzech kolejnych kardynałów, ustalając ostateczną liczbę elektorów na 64.
Już na samym początku konklawe okazało się, że liczą się tylko trzy kandydatury: Farnese, d’Elci i Rospigliosi, przy czym ta pierwsza kandydatura szybko odpadła z uwagi na zdecydowany sprzeciw „lotnego szwadronu”. Kardynał d’Elci miał silne poparcie ze strony Chigiego, który jednak musiał ostatecznie ustąpić ze względu na stanowisko Francji i Hiszpanii. Oba te mocarstwa, choć z różnych względów, poparły sekretarza stanu Rospogliosiego. Decydujące znaczenie miało tu stanowisko frakcji Azzoliniego, która również poparła Rospigliosiego, a sam Azzolini zdołał przekonać Chigiego do zmiany zdania.

## Wybór Klemensa IX
20 czerwca 1667 Giulio Rospigliosi został wybrany na papieża, otrzymując 31 głosów w fazie skrutynium i kolejne 30 w fazie akcesu, co łącznie dało 61 głosów. Jedynymi głosami przeciwko był jego własny oraz kardynała Corsini, które oddano na Flavio Chigiego. Elekt przybrał imię Klemensa IX. Sześć dni później protodiakon Rinaldo d’Este nałożył tiarę papieską na jego głowę, a 3 lipca odbył się uroczysty ingres nowego papieża do bazyliki laterańskiej.

## Uzupełniające źródła internetowe
- http://www.pickle-publishing.com/papers/triple-crown-clement-ix.htm
- http://cardinals.fiu.edu/conclave-xvii.htm#1667
- http://www.csun.edu/~hcfll004/SV1667.html
- Vatican History